# Matthiola
Matthiola W.T.Aiton, è un genere di angiosperme eudicotiledoni appartenenti alla famiglia Brassicaceae. Deve il suo nome a Pietro Andrea Mattioli. Questo genere comprende da 48 a 50 specie di piante erbacee annuali, biennali e perenni e arbusti. Molte vengono coltivate per i loro fiori molto profumati e colorati.
Il nome comune violaciocca (inglese: stock) può essere applicato all'intero genere, più specificatamente alle varietà cultivar di Matthiola incana.  

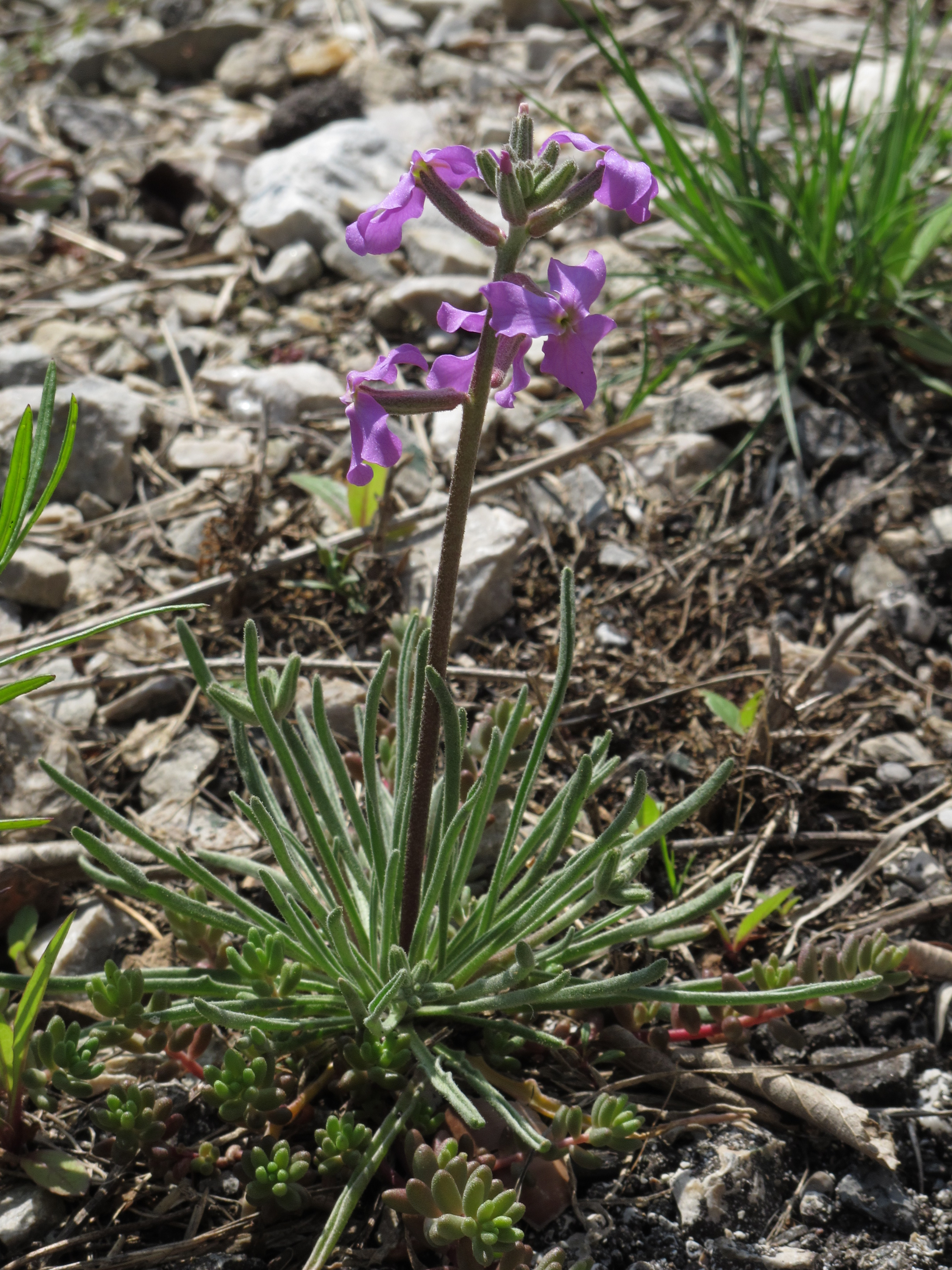
Matthiola fruticulosa subsp. valesiaca

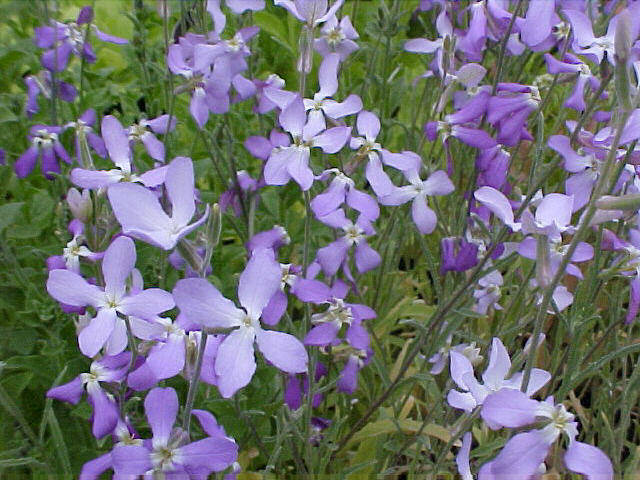
Matthiola longipetala

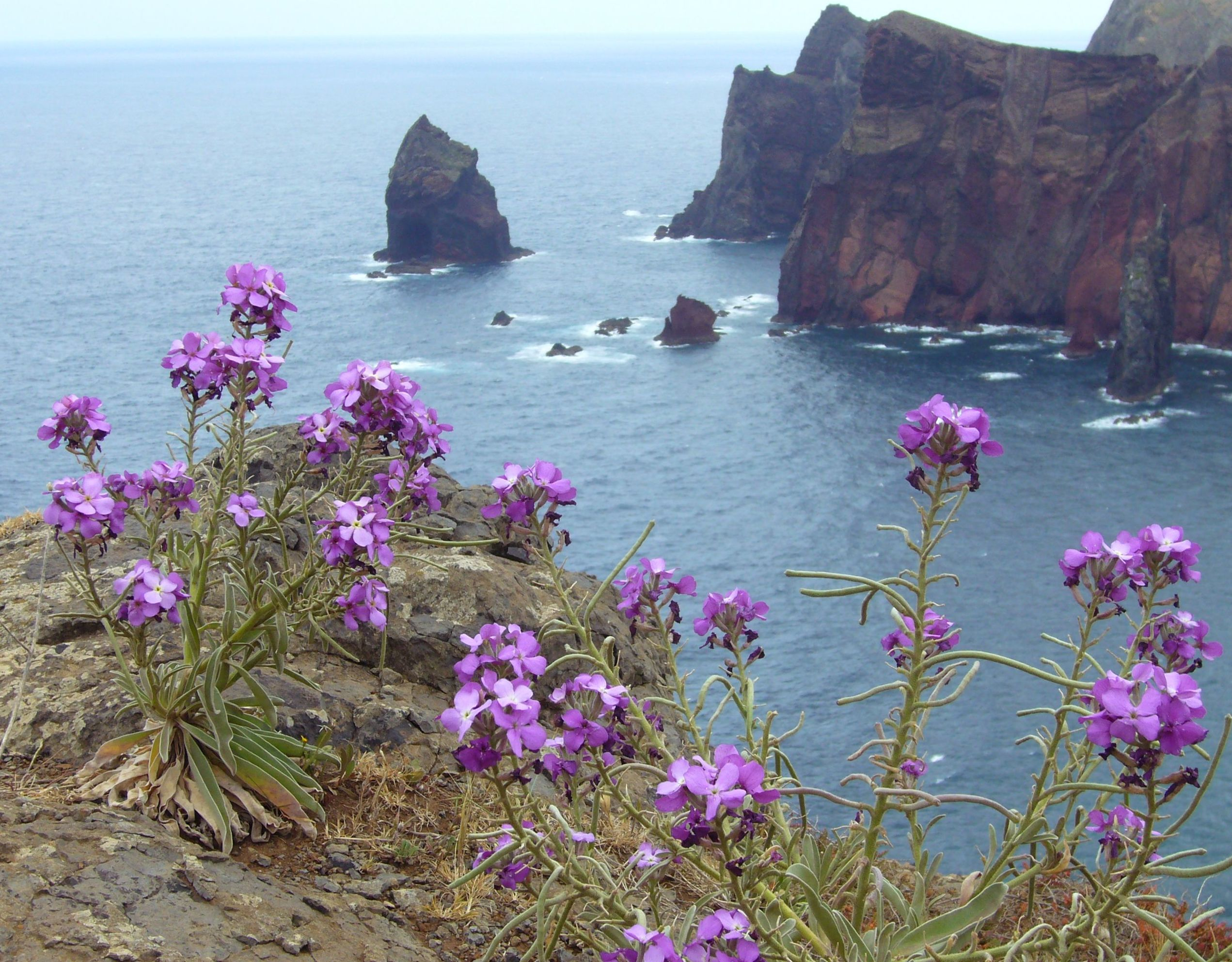
Matthiola maderensis

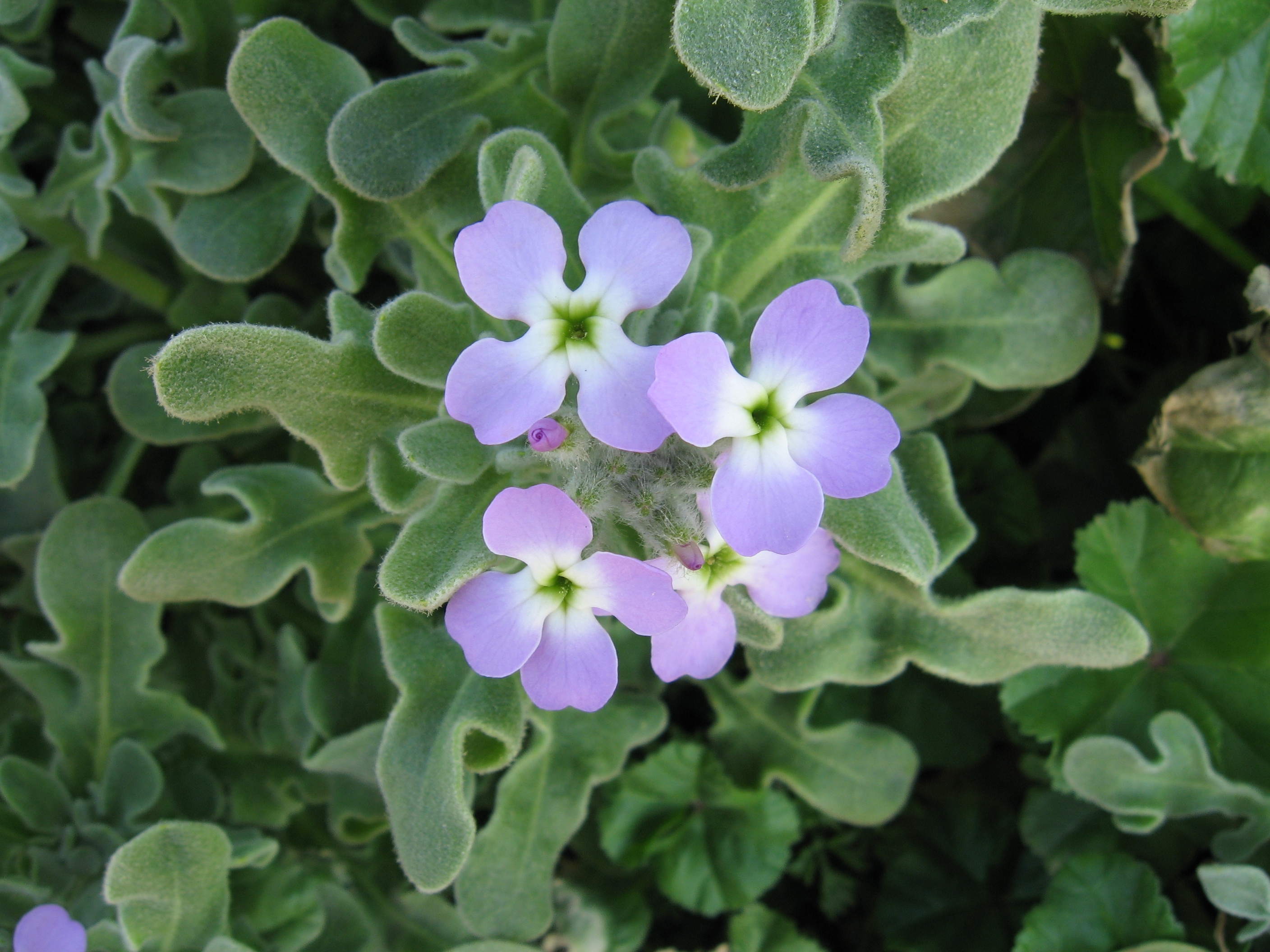
Matthiola tricuspidata

## Tassonomia
Sono riconosciute le seguenti specie:
- Matthiola afghanica Rech.f. & Köie
- Matthiola alyssifolia (DC.) Bornm.
- Matthiola anchoniifolia Hub.-Mor.
- Matthiola arabica Boiss.
- Matthiola aspera Boiss.
- Matthiola bucharica Czerniak.
- Matthiola caspica (N.Busch) Grossh.
- Matthiola chenopodiifolia Fisch. & C.A.Mey.
- Matthiola chorassanica Bunge ex Boiss.
- Matthiola codringtonii Rech.f.
- Matthiola crassifolia Boiss. & Gaill.
- Matthiola czerniakowskae Botsch. & Vved.
- Matthiola daghestanica (Conti) N.Busch
- Matthiola damascena Boiss.
- Matthiola dumulosa Boiss. & Buhse
- Matthiola erlangeriana Engl.
- Matthiola farinosa Bunge ex Boiss.
- Matthiola flavida Boiss.
- Matthiola fragrans (Fisch.) Bunge
- Matthiola fruticulosa (L.) Maire
- Matthiola ghorana Rech.f.
- Matthiola glutinosa Jafri
- Matthiola graminea Rech.f.
- Matthiola incana (L.) W.T.Aiton
- Matthiola integrifolia Kom.
- Matthiola kralikii Pomel
- Matthiola longipetala (Vent.) DC.
- Matthiola lunata DC.
- Matthiola macranica Rech.f.
- Matthiola maderensis Lowe
- Matthiola maroccana Coss.
- Matthiola montana Boiss.
- Matthiola obovata Bunge
- Matthiola odoratissima (M.Bieb.) W.T.Aiton
- Matthiola parviflora (Schousb.) W.T.Aiton
- Matthiola perennis Conti
- Matthiola perpusilla Rech.f.
- Matthiola puntensis Hedge & A.G.Mill.
- Matthiola revoluta Bunge ex Boiss.
- Matthiola robusta Bunge
- Matthiola scapifera Humbert
- Matthiola shehbazii Ranjbar & Karami
- Matthiola shiraziana Zeraatkar, Khosravi, F.Ghahrem., Al-Shehbaz & Assadi
- Matthiola sinuata (L.) W.T.Aiton
- Matthiola spathulata Conti
- Matthiola stoddartii Bunge
- Matthiola superba Conti
- Matthiola tatarica (Pall.) DC.
- Matthiola tianschanica Sarkisova
- Matthiola tomentosa Bél.
- Matthiola torulosa (Thunb.) DC.
- Matthiola tricuspidata (L.) W.T.Aiton
- Matthiola trojana Dirmenci, Satil & Tümen